# آر. إدوارد فريمان
آر. إدوارد فريمان (بالإنجليزية: R. Edward Freeman)‏ هو فيلسوف واقتصادي أمريكي، ولد في 18 ديسمبر 1951 في كولومبوس في الولايات المتحدة.